# 董平
董平，小说《水浒传》108将之一，馬軍五虎大將第五。善使双枪（出白银枪），為人好色但十分驍勇，混號「雙槍將」，因常打頭陣，又被稱為「董一撞」（在《大宋宣和遺事》中叫「一撞直」，《宋江三十六人贊》寫作「一直撞」）。因其相貌俊朗，心灵手巧，三教九流，无所不通，品竹调弦，无有不会，時人云「英雄雙槍將，風流萬戶侯」。

## 生平
原為朝廷高級武官，與太守程萬里之女互相愛慕，董平屢次提親皆遭太守拒絕且太守不欲兩人來往，小倆口只得暗通款曲。獲報宋江進犯东平府时，董平希望以迎娶程女作為擊退梁山賊軍的獎賞，但程萬里態度敷衍，要董平先打贏再說。滿心期待以戰功換取美人的董平先是棒打梁山來使王定六，兩軍交戰時又力敗徐寧等將，但被梁山軍骗到一村镇裡为绊马索绊倒捉住，董平感念宋江禮遇、外加忿恨拒婚的太守已久而歸顺梁山。其後反助梁山攻東平府，城陷之餘藉著自己對東平府熟門熟路、甩開眾人第一個衝往太守府，殺程萬里全家並強擄心儀已久的程女回梁山當老婆。
攻东昌府時梁山十五名好汉接連被张清石彈所伤，董平請纓与张清相鬥，接连躲过其三发飞石，与之战成平手。征方臘軍把守的獨松關時被火炮炮風傷及左臂。為了報仇與張清步行上關挑戰鎮國元帥厲天閏及其副將張韜，但手臂帶傷不敵厲天閏改由張清代戰。張清敗於厲天閏被一槍插穿腹部，董平趕忙去救卻慘遭張韜從背後揮刀猛劈作兩半。

## 批評
董平雖文武雙全且貴為梁山五虎將，但求婚太守之女不成便挾怨叛投賊軍，更在城破之時私殺太守全家並強擄程女回梁山，此舉讓後世許多文人提到董平時皆嗤之以鼻，亦有觀點認為迎擊賊軍本是董平職責所在，根本無權邀功，而在此緊要關頭又以提親作條件有趁火打劫之嫌，實非大丈夫所為。
更有人批評董平行為不如地位低微的小霸王周通，因為同是強搶民女，董平的手段更顯蠻橫惡劣。無怪乎程萬里始終不欲將女嫁與董平，或許早已看出董平人格缺陷。

## 影視
- 1975年香港邵氏《荡寇志》：陈惠敏
- 2011年版《水浒传》：于博
- 2013年电影《没羽箭张清》：郭军